# Hesperocorixa laevigata
Hesperocorixa laevigata är en insektsart som först beskrevs av Philip Reese Uhler 1893.  Hesperocorixa laevigata ingår i släktet Hesperocorixa och familjen buksimmare. Inga underarter finns listade i Catalogue of Life.